# Hella (Fjell)
Pour les articles homonymes, voir Hella.
Hella est une île dans le landskap Sunnhordland du comté de Vestland. Elle appartient administrativement à Øygarden.

## Géographie
Rocheuse et désertique, à fleur d'eau et composée de deux îlots, elle s'étend sur environ 80 m de longueur pour une largeur approximative de 31 m.